# Chersodromia caucasica
Chersodromia caucasica är en tvåvingeart som beskrevs av Chvala 1970. Chersodromia caucasica ingår i släktet Chersodromia och familjen puckeldansflugor. Inga underarter finns listade i Catalogue of Life.